# 12641 Hubertushenrichs
12641 Hubertushenrichs eller 1310 T-2 är en asteroid i huvudbältet som upptäcktes den 29 september 1973 av den nederländsk-amerikanske astronomen Tom Gehrels och det nederländska astronomparet Ingrid van Houten-Groeneveld och Cornelis Johannes van Houten vid Palomarobservatoriet. Den är uppkallad efter astronomen Hubertus Frederik Henrichs.
Asteroiden har en diameter på ungefär 2 kilometer.